# Nephrotoma macrocera
Nephrotoma macrocera är en tvåvingeart som först beskrevs av Thomas Say 1823.  Nephrotoma macrocera ingår i släktet Nephrotoma och familjen storharkrankar. Inga underarter finns listade i Catalogue of Life.